# FBI: International
FBI: International es una serie de televisión de drama estadounidense creado por Dick Wolf y Derek Haas. Es la segunda serie derivada de FBI de Dick Wolf. La serie se estrenó en CBS el 21 de septiembre de 2021. En abril de 2024, la serie fue renovada para una cuarta temporada que se estrenó el 15 de octubre de 2024. En marzo de 2025, la serie fue cancelada tras cuatro temporadas.

## Sinopsis
La serie sigue a los miembros del equipo volante del FBI. Con sede en Budapest, viajan por todo el mundo con la misión de rastrear y neutralizar las amenazas contra los ciudadanos estadounidenses, principalmente en Europa.

## Elenco
- Luke Kleintank como Scott Forrester (temporadas 1–3), agente especial supervisor del FBI y líder del Equipo Internacional de Moscas.
- Heida Reed como Jamie Kellett (temporadas 1–3), agente especial del FBI que es la segundo al mando del equipo.
- Carter Redwood como Andre Raines, agente especial del FBI.
- Vinessa Vidotto como Cameron Vo, agente especial del FBI.
- Christiane Paul como Katrin Jaeger (temporada 1; invitada temporada 2), una agente multilingüe del Europol procedente de Alemania que actúa como enlace para el equipo.
- Green como Tank, un Schnauzer gigante entrenado en Schutzhund que obedece las órdenes de Scott Forrester.
- Eva-Jane Willis como Megan «Smitty» Garretson (temporada 2–presente), agente del Europol y conocida de Forrester asignada para sustituir a Jaeger como enlace del equipo.
- Christina Wolfe como Amanda Tate (temporada 3–presente), una Analista Supervisora de Inteligencia del FBI contratada para dirigir el nuevo equipo de analistas del Equipo Mosca.
- Jesse Lee Soffer como Wesley «Wes» Mitchell (temporada 4), el nuevo agente especial supervisor y jefe del Equipo Mosca Internacional tras la partida de Forrester.

### Personajes Crossover
- Jeremy Sisto como Jubal Valentine (FBI)
- Zeeko Zaki como OA Zidan (FBI)
- Alana de la Garza como Isobel Castile (FBI)
- Julian McMahon como Jess LaCroix (FBI: Most Wanted)
- Missy Peregrym como Maggie Bell (FBI)

## Episodios

### Temporadas
| Temporada | Temporada | Episodios | Episodios | Emisión original         | Emisión original   |
| Temporada | Temporada | Episodios | Episodios | Primera emisión          | Última emisión     |
| --------- | --------- | --------- | --------- | ------------------------ | ------------------ |
|           | 1         | 21        | 21        | 21 de septiembre de 2021 | 24 de mayo de 2022 |
|           | 2         | 22        | 22        | 20 de septiembre de 2022 | 23 de mayo de 2023 |
|           | 3         | 13        | 13        | 13 de febrero de 2024    | 21 de mayo de 2024 |
|           | 4         | 22        | 22        | 15 de octubre de 2024    | 20 de mayo de 2025 |

### Temporada 1 (2021–22)
| N.º en serie | N.º en temp. | Título                            | Dirigido por       | Escrito por                                              | Fecha de emisión original | Código de prod. | Audiencia (millones) |
| ------------ | ------------ | --------------------------------- | ------------------ | -------------------------------------------------------- | ------------------------- | --------------- | -------------------- |
| 1            | 1            | «Pilot»                           | Michael Katleman   | Guion de: Derek Haas Historia de: Dick Wolf y Derek Haas | 21 de septiembre de 2021  | INT101          | 6.43                 |
| 2            | 2            | «The Edge»                        | Michael Katleman   | Derek Haas                                               | 28 de septiembre de 2021  | INT102          | 6.04                 |
| 3            | 3            | «Secrets as Weapons»              | Deborah Kampmeier  | Matt Olmstead                                            | 5 de octubre de 2021      | INT103          | 6.08                 |
| 4            | 4            | «American Optimism»               | Deborah Kampmeier  | Matt Olmstead                                            | 12 de octubre de 2021     | INT104          | 5.63                 |
| 5            | 5            | «The Soul of Chess»               | Alex Zakrzewski    | Wade McIntyre                                            | 2 de noviembre de 2021    | INT105          | 5.42                 |
| 6            | 6            | «The Secrets She Knows»           | Anton Cropper      | Brooke Roberts                                           | 9 de noviembre de 2021    | INT106          | 5.59                 |
| 7            | 7            | «Trying to Grab Smoke»            | Alex Zakrzewski    | Matt Olmstead                                            | 16 de noviembre de 2021   | INT107          | 5.96                 |
| 8            | 8            | «Voice of the People»             | John Polson        | Stuti Malhotra                                           | 7 de diciembre de 2021    | INT108          | 5.79                 |
| 9            | 9            | «One Kind of Madman»              | Michael Katleman   | Roxanne Paredes                                          | 4 de enero de 2022        | INT109          | 6.06                 |
| 10           | 10           | «Close to the Sun»                | Rob Greenlea       | Hussain Pirani                                           | 11 de enero de 2022       | INT110          | 6.29                 |
| 11           | 11           | «Chew Toy»                        | Rob Greenlea       | Hussain Pirani                                           | 1 de febrero de 2022      | INT111          | 6.25                 |
| 12           | 12           | «One Point One Million Followers» | Hernan Otaño       | Derek Haas                                               | 22 de febrero de 2022     | INT112          | 6.14                 |
| 13           | 13           | «Snakes»                          | Loren Yaconelli    | Matt Olmstead                                            | 8 de marzo de 2022        | INT113          | 5.92                 |
| 14           | 14           | «The Kill List»                   | David Barrett      | Wade McIntyre                                            | 22 de marzo de 2022       | INT114          | 6.12                 |
| 15           | 15           | «Shouldn't Have Left Her»         | Michael Katleman   | Derek Haas                                               | 29 de marzo de 2022       | INT115          | 6.24                 |
| 16           | 16           | «Left of Boom»                    | Nina Lopez-Corrado | Rachael Joyce                                            | 12 de abril de 2022       | INT116          | 5.79                 |
| 17           | 17           | «Uprooting»                       | Avi Youabian       | Brooke Roberts                                           | 19 de abril de 2022       | INT117          | 6.02                 |
| 18           | 18           | «On These Waters»                 | Michael Katleman   | Hussain Pirani                                           | 26 de abril de 2022       | INT118          | 6.10                 |
| 19           | 19           | «Get That Revolution Started»     | Jonathan Brown     | Wade McIntyre                                            | 10 de mayo de 2022        | INT119          | 5.82                 |
| 20           | 20           | «Black Penguin»                   | Milan Cheylov      | Roxanne Paredes                                          | 17 de mayo de 2022        | INT120          | 5.96                 |
| 21           | 21           | «Crestfallen»                     | Rob Greenlea       | Matt Olmstead                                            | 24 de mayo de 2022        | INT121          | 5.32                 |

### Temporada 2 (2022–23)
| N.º en serie | N.º en temp. | Título                       | Dirigido por       | Escrito por                                                   | Fecha de emisión original | Código de prod. | Audiencia (millones) |
| --- | ------------ | ---------------------------- | ------------------ | ------------------------------------------------------------- | ------------------------- | --------------- | -------------------- |
| 22 | 1            | «Unburdened»                 | Jonathan Brown     | Derek Haas                                                    | 20 de septiembre de 2022  | INT201          | 5.44                 |
| 23 | 2            | «Don't Say Her Name Again»   | Avi Youabian       | Matt Olmstead                                                 | 27 de septiembre de 2022  | INT202          | 5.88                 |
| 24 | 3            | «Money is Meaningless»       | Jonathan Brown     | Wade McIntyre                                                 | 4 de octubre de 2022      | INT203          | 5.97                 |
| 25 | 4            | «Copper Pots and Daggers»    | Avi Youabian       | Roxanne Paredes                                               | 11 de octubre de 2022     | INT204          | 6.15                 |
| 26 | 5            | «Yesterday's Miracle»        | Attila Szalay      | Hussain Pirani                                                | 18 de octubre de 2022     | INT205          | 6.09                 |
| 27 | 6            | «Call It Anarchy»            | Milena Govich      | Rachael Joyce                                                 | 15 de noviembre de 2022   | INT206          | 5.51                 |
| 28 | 7            | «A Proven Liar»              | Michael Katleman   | Kristina Thomas                                               | 22 de noviembre de 2022   | INT207          | 5.82                 |
| 29 | 8            | «Hail Mary»                  | Jen McGowan        | Edgar Castillo                                                | 13 de diciembre de 2022   | INT208          | 5.41                 |
| 30 | 9            | «Wheelman»                   | John Behring       | Derek Haas                                                    | 3 de enero de 2023        | INT209          | 5.48                 |
| 31 | 10           | «BHITW»                      | Alex Zakrzewski    | Matt Olmstead                                                 | 10 de enero de 2023       | INT210          | 5.82                 |
| 32 | 11           | «Someone She Knew»           | Jonathan Brown     | Roxanne Paredes                                               | 24 de enero de 2023       | INT211          | 6.06                 |
| 33 | 12           | «Glimmers and Ghosts»        | Kevin Dowling      | Edgar Castillo                                                | 14 de febrero de 2023     | INT212          | 5.49                 |
| 34 | 13           | «Indefensible»               | Alex Zakrzewski    | Hussain Pirani                                                | 21 de febrero de 2023     | INT213          | 5.22                 |
| 35 | 14           | «He Who Speaks Dies»         | Deborah Kampmeier  | Rachael Joyce                                                 | 28 de febrero de 2023     | INT214          | 5.55                 |
| 36 | 15           | «Trust»                      | Nina Lopez-Corrado | Derek Haas                                                    | 14 de marzo de 2023       | INT215          | 5.54                 |
| 37 | 16           | «Imminent Threat - Part One» | Michael Katleman   | Guion de: Wade McIntyre Historia de: Rick Eid y Wade McIntyre | 4 de abril de 2023        | INT217          | 6.51                 |
| Este episodio inicia un crossover que continúa con el episodio «Imminent Threat - Part Two» de FBI y finalizá en Imminent Threat – Part Three de FBI: Most Wanted. |              |                              |                    |                                                               |                           |                 |                      |
| 38 | 17           | «Jealous Mistress»           | Eduardo Sánchez    | Kristina Thomas                                               | 11 de abril de 2023       | INT216          | 5.79                 |
| 39 | 18           | «Blood Feud»                 | Avi Youabian       | Hussain Pirani                                                | 18 de abril de 2023       | INT218          | 5.26                 |
| 40 | 19           | «Dead Sprint»                | Michael Katleman   | Kyle Steinbach                                                | 25 de abril de 2023       | INT219          | 5.49                 |
| 41 | 20           | «A Tradition of Secrets»     | Attila Szalay      | Wade McIntyre                                                 | 9 de mayo de 2023         | INT220          | 5.44                 |
| 42 | 21           | «Fed To The Sharks»          | Loren Yaconelli    | Roxanne Paredes                                               | 16 de mayo de 2023        | INT221          | 5.47                 |
| 43 | 22           | «Fencing the Mona Lisa»      | Michael Katleman   | Matt Olmstead y Edgar Castillo                                | 23 de mayo de 2023        | INT222          | 5.36                 |

### Temporada 3 (2024)
| N.º en serie | N.º en temp. | Título                  | Dirigido por       | Escrito por                    | Fecha de emisión original | Código de prod. | Audiencia (millones) |
| ------------ | ------------ | ----------------------- | ------------------ | ------------------------------ | ------------------------- | --------------- | -------------------- |
| 44           | 1            | «June»                  | Michael Katleman   | Matt Olmstead                  | 13 de febrero de 2024     | INT301          | 5.97                 |
| 45           | 2            | «The Last Stop»         | Nina Lopez-Corrado | Edgar Castillo                 | 20 de febrero de 2024     | INT302          | 5.44                 |
| 46           | 3            | «Magpie»                | Alex Zakrzewski    | Hussain Pirani                 | 27 de febrero de 2024     | INT303          | 5.18                 |
| 47           | 4            | «Cowboy Behavior»       | Michael Katleman   | Roxanne Paredes                | 12 de marzo de 2024       | INT304          | 5.40                 |
| 48           | 5            | «Death by Inches»       | Jonathan Brown     | Wade McIntyre                  | 19 de marzo de 2024       | INT305          | 5.34                 |
| 49           | 6            | «Fire Starter»          | Kevin Dowling      | Rachael Joyce                  | 26 de marzo de 2024       | INT306          | 5.08                 |
| 50           | 7            | «Andiamo!»              | Jonathan Brown     | Kyle Steinbach                 | 2 de abril de 2024        | INT307          | 5.42                 |
| 51           | 8            | «Remove the Compromise» | John Behring       | Edgar Castillo                 | 9 de abril de 2024        | INT308          | 5.33                 |
| 52           | 9            | «Rules of Blackjack»    | Yangzom Brauen     | Hussain Pirani                 | 16 de abril de 2024       | INT309          | 5.70                 |
| 53           | 10           | «Red Light»             | Michael Katleman   | Rachael Joyce                  | 23 de abril de 2024       | INT310          | 5.74                 |
| 54           | 11           | «Touts»                 | Attila Szalay      | Wade McIntyre                  | 7 de mayo de 2024         | INT311          | 4.94                 |
| 55           | 12           | «Gift»                  | Milena Govich      | Roxanne Paredes                | 14 de mayo de 2024        | INT312          | 4.79                 |
| 56           | 13           | «Tuxhorn»               | Michael Katleman   | Matt Olmstead y Kyle Steinbach | 21 de mayo de 2024        | INT313          | 4.52                 |

### Temporada 4 (2024–25)
| N.º en serie | N.º en temp. | Título                               | Dirigido por       | Escrito por                    | Fecha de emisión original | Código de prod. | Audiencia (millones) |
| ------------ | ------------ | ------------------------------------ | ------------------ | ------------------------------ | ------------------------- | --------------- | -------------------- |
| 57           | 1            | «A Leader, Not a Tourist»            | Michael Katleman   | Matt Olmstead                  | 15 de octubre de 2024     | INT401          | 4.99                 |
| 58           | 2            | «The Other Hard Part»                | John Behring       | Edgar Castillo                 | 22 de octubre de 2024     | INT402          | 4.80                 |
| 59           | 3            | «Nothing Sudden About It»            | Avi Youabian       | Rachael Joyce                  | 29 de octubre de 2024     | INT403          | 4.69                 |
| 60           | 4            | «The Unwinnable War»                 | Milena Govich      | Wade McIntyre                  | 12 de noviembre de 2024   | INT404          | 4.85                 |
| 61           | 5            | «The Future's Looking Bright»        | Loren Yaconelli    | Hussain Pirani                 | 19 de noviembre de 2024   | INT405          | 5.18                 |
| 62           | 6            | «They Paid More»                     | Michael Katleman   | Roxanne Paredes                | 3 de diciembre de 2024    | INT406          | 5.00                 |
| 63           | 7            | «Keen As A Bean»                     | Brenna Malloy      | Kyle Steinbach                 | 10 de diciembre de 2024   | INT407          | 4.98                 |
| 64           | 8            | «You'll Never See It Coming»         | Nina Lopez-Corrado | Edgar Castillo                 | 17 de diciembre de 2024   | INT408          | 5.25                 |
| 65           | 9            | «The Kill Floor»                     | Alex Zakrzewski    | Matt Olmstead y Edgar Castillo | 28 de enero de 2025       | INT409          | 4.47                 |
| 66           | 10           | «Keep Calm and Deliver The Biotoxin» | Steve Robin        | Wade McIntyre                  | 4 de febrero de 2025      | INT410          | 4.36                 |
| 67           | 11           | «Veritas Fidelis»                    | Yangzom Brauen     | Beatrice Morgan                | 11 de febrero de 2025     | INT411          | 4.34                 |
| 68           | 12           | «Blood Doesn't Become Water»         | Michael Katleman   | Rachel Joyce                   | 18 de febrero de 2025     | INT412          | 4.96                 |
| 69           | 13           | «You've Been Greenlit»               | Attila Szalay      | Hussain Pirani                 | 25 de febrero de 2025     | INT413          | 4.80                 |
| 70           | 14           | «A Winged Lion for Protection»       | Avi Youabian       | Roxanne Paredes                | 11 de marzo de 2025       | INT414          | 4.86                 |
| 71           | 15           | «They May Get Their Wish»            | Peter Stebbings    | Kyle Steinbach                 | 18 de marzo de 2025       | INT415          | 4.59                 |
| 72           | 16           | «Little Angel»                       | Steve Robin        | Wade McIntyre                  | 1 de abril de 2025        | INT416          | 4.54                 |
| 73           | 17           | «Dead Dead»                          | Michael Katleman   | Beatrice Morgan                | 8 de abril de 2025        | INT417          | 4.82                 |
| 74           | 18           | «Lone Wolf»                          | Steve Robin        | Rachael Joyce                  | 15 de abril de 2025       | INT418          | 4.59                 |
| 75           | 19           | «Flinch Now and It's Over»           | Attila Szalay      | Hussain Pirani                 | 22 de abril de 2025       | INT419          | 4.55                 |
| 76           | 20           | «We're Out of Here»                  | Jon Cassar         | Roxanne Paredes                | 6 de mayo de 2025         | INT420          | 4.47                 |
| 77           | 21           | «Herbivore Man»                      | Milena Govich      | Matt Olmstead y Kyle Steinbach | 13 de mayo de 2025        | INT421          | 4.40                 |
| 78           | 22           | «Gaijin»                             | Michael Katleman   | Matt Olmstead y Edgar Castillo | 20 de mayo de 2025        | INT422          | 4.80                 |

## Producción

### Desarrollo
El 12 de enero de 2020, se reportó que Dick Wolf estaba teniendo conversaciones con CBS de lanzar una segunda serie derivada de FBI. El 18 de febrero de 2021, se anunció que una segunda serie derivada de FBI estaba siendo desarrollada  para la temporada en televisión 2021-22, titulada FBI: International. El 24 de marzo de 2021, CBS había ordenado la producción de la serie. La serie se estrenó el 21 de septiembre de 2021. El 11 de octubre de 2021, se anunció que la serie había recibido un pedido de temporada completa por parte de CBS.
El 9 de mayo de 2022, CBS renovó la serie para una segunda y tercera temporada. La segunda temporada se estrenó el 20 de septiembre de 2022. La tercera temporada se estrenó el 13 de febrero de 2024. El 9 de abril de 2024, CBS renovó la serie para una cuarta temporada. La cuarta temporada se estrenó el 15 de octubre de 2024. El 4 de marzo de 2025, CBS canceló la serie tras cuatro temporadas.

### Casting
El elenco principal fue anunciado en julio de 2021. El 14 de julio de 2022, se anunció que Christiane Paul abandonó la serie y Eva-Jane Willis la sustituyó en un nuevo personaje. El 29 de noviembre de 2023, Christina Wolfe se unió al reparto principal para la tercera temporada de la serie. El 7 de diciembre de 2023, se anunció que Heida Reed abandonaría la serie durante la tercera temporada. El 23 de abril de 2024, se anunció que Luke Kleintank dejaría la serie durante la tercera temporada. Al día siguiente, Colin Donnell se unió al reparto como invitado en la tercera temporada. El 20 de junio de 2024, Jesse Lee Soffer se unió al reparto principal para la cuarta temporada de la serie.

## Recepción

### Audiencias

#### Temporada 1
| N.º | Título                            | Fecha de emisión         | ÍA/CP (18–49) | Audiencia (millones) | DVR (18–49) | Audiencia DVR (millones) | Total (18–49) | Audiencia total (millones) |
| --- | --------------------------------- | ------------------------ | ------------- | -------------------- | ----------- | ------------------------ | ------------- | -------------------------- |
| 1   | «Pilot»                           | 21 de septiembre de 2021 | 0.6           | 6.43                 | —           | —                        | —             | —                          |
| 2   | «The Edge»                        | 28 de septiembre de 2021 | 0.5           | 6.04                 | —           | —                        | —             | —                          |
| 3   | «Secrets as Weapons»              | 5 de octubre de 2021     | 0.5           | 6.08                 | —           | —                        | —             | —                          |
| 4   | «American Optimism»               | 12 de octubre de 2021    | 0.6           | 5.63                 | 0.3         | 2.03                     | 0.8           | 7.55                       |
| 5   | «The Soul of Chess»               | 2 de noviembre de 2021   | 0.5           | 5.42                 | —           | —                        | —             | —                          |
| 6   | «The Secrets She Knows»           | 9 de noviembre de 2021   | 0.5           | 5.59                 | —           | —                        | —             | —                          |
| 7   | «Trying to Grab Smoke»            | 16 de noviembre de 2021  | 0.5           | 5.96                 | 0.3         | 2.30                     | 0.8           | 8.26                       |
| 8   | «Voice of the People»             | 7 de diciembre de 2021   | 0.5           | 5.79                 | 0.2         | 2.14                     | 0.8           | 7.93                       |
| 9   | «One Kind of Madman»              | 4 de enero de 2022       | 0.6           | 6.06                 | —           | —                        | —             | —                          |
| 10  | «Close to the Sun»                | 11 de enero de 2022      | 0.6           | 6.29                 | —           | —                        | —             | —                          |
| 11  | «Chew Toy»                        | 1 de febrero de 2022     | 0.6           | 6.25                 | —           | —                        | —             | —                          |
| 12  | «One Point One Million Followers» | 22 de febrero de 2022    | 0.5           | 6.14                 | —           | —                        | —             | —                          |
| 13  | «Snakes»                          | 8 de marzo de 2022       | 0.5           | 5.92                 | —           | —                        | —             | —                          |
| 14  | «The Kill List»                   | 22 de marzo de 2022      | 0.5           | 6.12                 | —           | —                        | —             | —                          |
| 15  | «Shouldn't Have Left Her»         | 29 de marzo de 2022      | 0.6           | 6.24                 | —           | —                        | —             | —                          |
| 16  | «Left of Boom»                    | 12 de abril de 2022      | 0.5           | 5.79                 | —           | —                        | —             | —                          |
| 17  | «Uprooting»                       | 19 de abril de 2022      | 0.5           | 6.02                 | —           | —                        | —             | —                          |
| 18  | «On These Waters»                 | 26 de abril de 2022      | 0.5           | 6.10                 | —           | —                        | —             | —                          |
| 19  | «Get That Revolution Started»     | 10 de mayo de 2022       | 0.5           | 5.82                 | —           | —                        | —             | —                          |
| 20  | «Black Penguin»                   | 17 de mayo de 2022       | 0.5           | 5.96                 | —           | —                        | —             | —                          |
| 21  | «Crestfallen»                     | 24 de mayo de 2022       | 0.4           | 5.32                 | —           | —                        | —             | —                          |

#### Temporada 2
| N.º | Título                       | Fecha de emisión         | ÍA/CP (18–49) | Audiencia (millones) | DVR (18–49) | Audiencia DVR (millones) | Total (18–49) | Audiencia total (millones) |
| --- | ---------------------------- | ------------------------ | ------------- | -------------------- | ----------- | ------------------------ | ------------- | -------------------------- |
| 1   | «Unburdened»                 | 20 de septiembre de 2022 | 0.5           | 5.44                 | 0.2         | 2.26                     | 0.7           | 7.70                       |
| 2   | «Don't Say Her Name Again»   | 27 de septiembre de 2022 | 0.5           | 5.88                 | 0.2         | 2.03                     | 0.6           | 7.91                       |
| 3   | «Money is Meaningless»       | 4 de octubre de 2022     | 0.5           | 5.97                 | 0.2         | 1.97                     | 0.7           | 7.94                       |
| 4   | «Copper Pots and Daggers»    | 11 de octubre de 2022    | 0.4           | 6.15                 | 0.2         | 1.93                     | 0.6           | 8.07                       |
| 5   | «Yesterday's Miracle»        | 18 de octubre de 2022    | 0.5           | 6.09                 | 0.2         | 1.99                     | 0.9           | 8.08                       |
| 6   | «Call It Anarchy»            | 15 de noviembre de 2022  | 0.4           | 5.51                 | 0.2         | 2.04                     | 0.6           | 7.55                       |
| 7   | «A Proven Liar»              | 22 de noviembre de 2022  | 0.4           | 5.82                 | —           | —                        | —             | —                          |
| 8   | «Hail Mary»                  | 13 de diciembre de 2022  | 0.4           | 5.41                 | —           | —                        | —             | —                          |
| 9   | «Wheelman»                   | 3 de enero de 2023       | 0.4           | 5.48                 | 0.2         | 2.15                     | 0.6           | 7.63                       |
| 10  | «BHITW»                      | 10 de enero de 2023      | 0.5           | 5.82                 | 0.2         | 2.06                     | 0.7           | 7.87                       |
| 11  | «Someone She Knew»           | 24 de enero de 2023      | 0.5           | 6.06                 | —           | —                        | —             | —                          |
| 12  | «Glimmers and Ghosts»        | 14 de febrero de 2023    | 0.4           | 5.49                 | —           | —                        | —             | —                          |
| 13  | «Indefensible»               | 21 de febrero de 2023    | 0.4           | 5.22                 | —           | —                        | —             | —                          |
| 14  | «He Who Speaks Dies»         | 28 de febrero de 2023    | 0.4           | 5.55                 | —           | —                        | —             | —                          |
| 15  | «Trust»                      | 14 de marzo de 2023      | 0.3           | 5.54                 | —           | —                        | —             | —                          |
| 16  | «Imminent Threat - Part One» | 4 de abril de 2023       | 0.5           | 6.51                 | —           | —                        | —             | —                          |
| 17  | «Jealous Mistress»           | 11 de abril de 2023      | 0.4           | 5.79                 | —           | —                        | —             | —                          |
| 18  | «Blood Feud»                 | 18 de abril de 2023      | 0.4           | 5.26                 | —           | —                        | —             | —                          |
| 19  | «Dead Sprint»                | 25 de abril de 2023      | 0.4           | 5.49                 | —           | —                        | —             | —                          |
| 20  | «A Tradition of Secrets»     | 9 de mayo de 2023        | 0.3           | 5.44                 | —           | —                        | —             | —                          |
| 21  | «Fed To The Sharks»          | 16 de mayo de 2023       | 0.4           | 5.47                 | —           | —                        | —             | —                          |
| 22  | «Fencing the Mona Lisa»      | 23 de mayo de 2023       | 0.3           | 5.36                 | —           | —                        | —             | —                          |

#### Temporada 3
| N.º | Título                  | Fecha de emisión      | ÍA/CP (18–49) | Audiencia (millones) | DVR (18–49) | Audiencia DVR (millones) | Total (18–49) | Audiencia total (millones) |
| --- | ----------------------- | --------------------- | ------------- | -------------------- | ----------- | ------------------------ | ------------- | -------------------------- |
| 1   | «June»                  | 13 de febrero de 2024 | 0.4           | 5.97                 | —           | —                        | —             | —                          |
| 2   | «The Last Stop»         | 20 de febrero de 2024 | 0.4           | 5.44                 | —           | —                        | —             | —                          |
| 3   | «Magpie»                | 27 de febrero de 2024 | 0.4           | 5.18                 | —           | —                        | —             | —                          |
| 4   | «Cowboy Behavior»       | 12 de marzo de 2024   | 0.4           | 5.40                 | —           | —                        | —             | —                          |
| 5   | «Death by Inches»       | 19 de marzo de 2024   | 0.4           | 5.34                 | 0.1         | 1.80                     | 0.5           | 7.14                       |
| 6   | «Fire Starter»          | 26 de marzo de 2024   | 0.3           | 5.08                 | 0.1         | 1.65                     | 0.5           | 6.73                       |
| 7   | «Andiamo!»              | 2 de abril de 2024    | 0.4           | 5.42                 | 0.1         | 1.83                     | 0.5           | 7.24                       |
| 8   | «Remove the Compromise» | 9 de abril de 2024    | 0.4           | 5.33                 | 0.1         | 1.82                     | 0.5           | 7.14                       |
| 9   | «Rules of Blackjack»    | 16 de abril de 2024   | 0.4           | 5.70                 | 0.1         | 1.57                     | 0.5           | 7.29                       |
| 10  | «Red Light»             | 23 de abril de 2024   | 0.4           | 5.74                 | 0.1         | 1.75                     | 0.5           | 7.49                       |
| 11  | «Touts»                 | 7 de mayo de 2024     | 0.4           | 4.94                 | 0.1         | 1.71                     | 0.5           | 6.56                       |
| 12  | «Gift»                  | 14 de mayo de 2024    | 0.3           | 4.79                 | 0.1         | 1.70                     | 0.4           | 6.49                       |
| 13  | «Tuxhorn»               | 21 de mayo de 2024    | 0.3           | 4.52                 | —           | —                        | —             | —                          |

#### Temporada 4
| N.º | Título                               | Fecha de emisión        | ÍA/CP (18–49) | Audiencia (millones) | DVR (18–49) | Audiencia DVR (millones) | Total (18–49) | Audiencia total (millones) |
| --- | ------------------------------------ | ----------------------- | ------------- | -------------------- | ----------- | ------------------------ | ------------- | -------------------------- |
| 1   | «A Leader, Not a Tourist»            | 15 de octubre de 2024   | 0.3           | 4.99                 | —           | —                        | —             | —                          |
| 2   | «The Other Hard Part»                | 22 de octubre de 2024   | 0.4           | 4.80                 | —           | —                        | —             | —                          |
| 3   | «Nothing Sudden About It»            | 29 de octubre de 2024   | 0.4           | 4.69                 | —           | —                        | —             | —                          |
| 4   | «The Unwinnable War»                 | 12 de noviembre de 2024 | 0.3           | 4.85                 | —           | —                        | —             | —                          |
| 5   | «The Future's Looking Bright»        | 19 de noviembre de 2024 | 0.3           | 5.18                 | —           | —                        | —             | —                          |
| 6   | «They Paid More»                     | 3 de diciembre de 2024  | 0.4           | 5.00                 | —           | —                        | —             | —                          |
| 7   | «Keen As A Bean»                     | 10 de diciembre de 2024 | 0.3           | 4.98                 | —           | —                        | —             | —                          |
| 8   | «You'll Never See It Coming»         | 17 de diciembre de 2024 | 0.3           | 5.25                 | —           | —                        | —             | —                          |
| 9   | «The Kill Floor»                     | 28 de enero de 2025     | 0.3           | 4.47                 | —           | —                        | —             | —                          |
| 10  | «Keep Calm and Deliver The Biotoxin» | 4 de febrero de 2025    | 0.3           | 4.36                 | —           | —                        | —             | —                          |
| 11  | «Veritas Fidelis»                    | 11 de febrero de 2025   | 0.3           | 4.34                 | —           | —                        | —             | —                          |
| 12  | «Blood Doesn't Become Water»         | 18 de febrero de 2025   | 0.4           | 4.96                 | —           | —                        | —             | —                          |
| 13  | «You've Been Greenlit»               | 25 de febrero de 2025   | 0.3           | 4.80                 | —           | —                        | —             | —                          |
| 14  | «A Winged Lion for Protection»       | 11 de marzo de 2025     | 0.4           | 4.86                 | —           | —                        | —             | —                          |
| 15  | «They May Get Their Wish»            | 18 de marzo de 2025     | 0.3           | 4.59                 | —           | —                        | —             | —                          |
| 16  | «Little Angel»                       | 1 de abril de 2025      | 0.3           | 4.54                 | —           | —                        | —             | —                          |
| 17  | «Dead Dead»                          | 8 de abril de 2025      | 0.3           | 4.82                 | —           | —                        | —             | —                          |
| 18  | «Lone Wolf»                          | 15 de abril de 2025     | 0.3           | 4.59                 | —           | —                        | —             | —                          |
| 19  | «Flinch Now and It's Over»           | 22 de abril de 2025     | 0.3           | 4.55                 | —           | —                        | —             | —                          |
| 20  | «We're Out of Here»                  | 6 de mayo de 2025       | 0.3           | 4.47                 | —           | —                        | —             | —                          |
| 21  | «Herbivore Man»                      | 13 de mayo de 2025      | 0.3           | 4.40                 | —           | —                        | —             | —                          |
| 22  | «Gaijin»                             | 20 de mayo de 2025      | 0.3           | 4.80                 | —           | —                        | —             | —                          |